# Champ (contea di St. Louis)
Champ è un villaggio degli Stati Uniti d'America, situato nello Stato del Missouri, nella contea di St. Louis.